# Доходный дом (Верхотурье)
Доходный дом — архитектурный памятник, расположенный в городе Верхотурье, Свердловской области.
Решением Совета народных депутатов № 75 от 18 февраля 1991 года присвоен статус памятника архитектуры регионального значения.

## Архитектура
Здание является образцом деревянного доходного дома в городской застройке XX века. Архитектурный стиль показан местными традициями деревянного зодчества.
Двухэтажное деревянное здание, прямоугольное в плане, расположено в линейной застройке квартала и своим главным юго-западным фасадом выходит на красную улицу Советской. Этот квартал является юго-восточной границей исторического центра, а также относится ко второй линии прибрежных зданий, хотя и находится на достаточном удалении от реки Туры.
Главный фасад имеет асимметричную композицию, состоящую из трех частей, организованных торцами брёвен внутренних поперечных стен. Левая боковая часть в одну оконную ось, подчеркнута широким оконным проёмом, центральная часть имеет четыре оконных проёма, боковая правая часть — два. Окна этажей оформлены наличниками простой формы с щипцовыми фронтонами, за исключением окон правой боковой части, у которых на первом этаже простой наличник, на втором — наличник со спаренным сандриком. Остальные фасады носят утилитарный характер, при том северо-восточный фасад обшит досками.
Здание сохранилось в приличном состоянии и в настоящее время используется как многоквартирный жилой дом.